# Alcalatén
Alcalatén é uma comarca da Comunidade Valenciana, na Espanha. Está localizada na província de Castelló, e seu maior município é L'Alcora. Limita com a província de Teruel e as comarcas de Alt Maestrat, Plana Alta, Plana Baixa e Alto Mijares.

## Municípios
| Município                 | População | Área   | Densidade |
| ------------------------- | --------- | ------ | --------- |
| L'Alcora                  | 10.591    | 94,90  | 111,60    |
| Lucena del Cid            | 1.385     | 137,04 | 10,11     |
| Atzeneta del Maestrat     | 1.307     | 71,16  | 18,37     |
| Useres                    | 994       | 80,69  | 12,57     |
| Costur                    | 550       | 21,93  | 25,08     |
| Figueroles                | 539       | 12,09  | 44,58     |
| Vistabella del Maestrazgo | 370       | 151    | 2,45      |
| Benafigos                 | 156       | 35,60  | 4,38      |
| Chodos                    | 124       | 44,27  | 2,80      |